# Zaskakuj mnie
Zaskakuj mnie – debiutancki singel Marcina Sójki wydany 1 grudnia 2018 nakładem wytwórni Universal Music Polska. Piosenkę skomponowali i napisali do niej słowa Michał Pietrzak, Juliusz Kamil i Marcin Sójka.
Do piosenki nakręcono teledysk, który opublikowano 1 grudnia 2018 na kanale „Marcin Sójka” w serwisie YouTube. Za jego reżyserię odpowiadał Sebastian Wełdycz.
3 października 2019 singel osiągnął status złotej płyty, a we wrześniu 2020 – platynowej.

## Lista utworów
Digital download
1. „Zaskakuj mnie” – 2:43

## Notowania na listach przebojów

### Pozycje na listach airplay
| Kraj   | Lista (2019, 2020)         | Najwyższa pozycja |
| ------ | -------------------------- | ----------------- |
| Polska | AirPlay – Top              | 1                 |
| Polska | AirPlay – Nowości          | 1                 |
| Polska | AirPlay – Największe skoki | –                 |
| Polska | RMF                        | 1                 |
| Polska | SLiP                       | 14                |
| Polska | WiR                        | 3                 |

## Certyfikat
| Kraj          | Certyfikat      | Sprzedaż |
| ------------- | --------------- | -------- |
| Polska (ZPAV) | platynowa płyta | 20 000+  |